# Marco Grimani
Marco Grimani (* um 1494 in Venedig; † 1544 in Rom) war Patriarch von Aquileia und Diplomat im Dienste des Papstes.
Die Grimani gehörten zu den „Case Nuove“ des Patriziats von Venedig. Marco Grimani, ein Enkel des Dogen Antonio Grimani und Bruder Vettor Grimanis, wurde 1522 zum Prokurator gewählt. Nach dem Tod seiner Frau schlug er eine geistliche Karriere ein, wahrscheinlich ohne jemals die Weihen erhalten zu haben. 1526 folgte er seinem Bruder Marino Grimani in das Amt des Patriarchen von Aquileia. 1538 wurde er zum päpstlichen Legaten ernannt. 1543 und 1544 hielt er sich in einer diplomatischen Mission in Schottland auf.
Marco Grimani wurde in der Familienkapelle der Grimani in San Francesco della Vigna beigesetzt, sein Grab ist nicht erhalten.